# Csehszlovákia az 1988. évi nyári olimpiai játékokon
Csehszlovákia a dél-koreai Szöulban megrendezett 1988. évi nyári olimpiai játékok egyik részt vevő nemzete volt. Az országot az olimpián 17 sportágban 163 sportoló képviselte, akik összesen 8 érmet szereztek.

## Érmesek
| Érem  | Versenyző                    | Sportág       | Versenyszám            |
| ----- | ---------------------------- | ------------- | ---------------------- |
| Arany | Jozef Pribilinec             | Atlétika      | Férfi 20 km gyaloglás  |
| Arany | Miroslav Varga               | Sportlövészet | Férfi sportpuska fekvő |
| Arany | Miloslav Mečíř               | Tenisz        | Férfi egyes            |
| Ezüst | Jan Železný                  | Atlétika      | Férfi gerelyhajítás    |
| Ezüst | Miroslav Bednařík            | Sportlövészet | Trap                   |
| Ezüst | Jana Novotná Helena Suková   | Tenisz        | Női páros              |
| Bronz | Jozef Lohyňa                 | Birkózás      | Szabadfogás, 82 kg     |
| Bronz | Miloslav Mečíř Milan Šrejber | Tenisz        | Férfi páros            |

## Asztalitenisz
Férfi
| Versenyző       | Versenyszám | Csoportkör | Csoportkör | Nyolcaddöntő      | Negyeddöntő       | Elődöntő          | Döntő             | Helyezés |
| Versenyző       | Versenyszám | Ellenfél Eredmény | Hely.      | Ellenfél Eredmény | Ellenfél Eredmény | Ellenfél Eredmény | Ellenfél Eredmény | Helyezés |
| --------------- | ----------- | --- | ---------- | ----------------- | ----------------- | ----------------- | ----------------- | -------- |
| Jindřich Panský | Egyes       | G csoport · Joe Ng (CAN) · 3:0 · Mario Álvarez (DOM) · 3:1 · Ju Namgju (Yu Nam-Gyu) (KOR) · 0:3 · Leszek Kucharski (POL) · 1:3 · Mourad Sta (TUN) · 3:0 · Carl Prean (GBR) · 3:2 · Vong Vong Ju (HKG) · 3:1 | 3.         | kiesett           | kiesett           | kiesett           | kiesett           | 17.      |

Női
| Versenyző                      | Versenyszám | Csoportkör | Csoportkör | Nyolcaddöntő                                                     | Negyeddöntő                                                             | Elődöntő                                                                                 | Döntő                                                                                         | Helyezés |
| Versenyző                      | Versenyszám | Ellenfél Eredmény | Hely.      | Ellenfél Eredmény                                                | Ellenfél Eredmény                                                       | Ellenfél Eredmény                                                                        | Ellenfél Eredmény                                                                             | Helyezés |
| ------------------------------ | ----------- | --- | ---------- | ---------------------------------------------------------------- | ----------------------------------------------------------------------- | ---------------------------------------------------------------------------------------- | --------------------------------------------------------------------------------------------- | -------- |
| Marie Hrachová                 | Egyes       | F csoport · Leong Mee Wan (MAS) · 3:0 · Flyura Bulatova (URS) · 2:3 · Niyati Roy-Shah (IND) · 3:0 · Csang Hsziu-jü (Chang Hsiu-Yu) (TPE) · 3:1 · Karina Bogaerts (BEL) · 3:1 | 2.         | Jang Jongdzsa (Yang Yeong-Ja) (KOR) · 21–18, 11–21, 23–21, 21–18 | Bettine Vriesekoop (NED) · 21–8, 21–15, 21–19                           | Csen Csing (Chen Jing) (CHN) · 15–21, 12–21, 12–21                                       | Bronzmékőzés · Csiao Cse-min (Jiao Zhimin) (CHN) · 18–21, 19–21, 17–21                        | 4.       |
| Renata Kasalová                | Egyes       | B csoport · Elizabeth Popper (VEN) · 3:0 · Jang Jongdzsa (Yang Yeong-Ja) (KOR) · 0:3 · Jaklein Al-Duqom (JOR) · 3:0 · Lin Li-zsu (Lin Li-Ju) (TPE) · 3:0 · Höü Szou-hung (Hui So Hung) (HKG) · 3:2 | 2.         | Hong Cshaok (Hong Cha-Ok) (KOR) · 14–21, 6–21, 13–21             | kiesett                                                                 | kiesett                                                                                  | kiesett                                                                                       | 9.       |
| Alena Šafářová                 | Egyes       | G csoport · Gordana Perkučin (YUG) · 3:0 · Hae-Ja Kim de Rimasa (ARG) · 3:0 · Bettine Vriesekoop (NED) · 0:3 · Daniela Gergelcseva (BUL) · 0:3 · Nihal Meshref (EGY) · 3:0 | 3.         | kiesett                                                          | kiesett                                                                 | kiesett                                                                                  | kiesett                                                                                       | 17.      |
| Marie Hrachová Renata Kasalová | Páros       | B csoport · Malajzia (MAS) · Lau Wai Cheng · Leong Mee Wan · 2:0 · Kína (CHN) · Csen Csing (Chen Jing) · Csiao Cse-min (Jiao Zhimin) · 0:2 · Hollandia (NED) · Bettine Vriesekoop · Mirjam Hooman-Kloppenburg · 2:0 · Japán (JPN) · Isida Kijomi · Hosino Mika · 2:0 · NSZK (FRG) · Katja Nolten · Olga Nemes · 2:0 · Egyesült Államok (USA) · Diana Gee · Insook Bhushan · 2:1 | 2.         |                                                                  | Jugoszlávia (YUG) · Gordana Perkučin · Jasna Fazlić-Reed · 19–21, 17–21 | Az 5–8. helyért · Magyarország (HUN) · Bátorfi Csilla · Urbán Edit · 20–21, 21–12, 21–16 | Az 5. helyért · Szovjetunió (URS) · Flyura Bulatova-Abbate · Olena Kovtun · 21–10, 8–21, 21–9 | 5.       |

## Atlétika
Férfi
| Versenyző        | Versenyszám     | Előfutam      | Előfutam      | Előfutam      | Negyeddöntő | Negyeddöntő | Negyeddöntő | Elődöntő | Elődöntő | Elődöntő | Döntő         | Döntő         |
| Versenyző        | Versenyszám     | Idő           | Hely.         | Össz.         | Idő         | Hely.       | Össz.       | Idő      | Hely.    | Össz.    | Idő           | Helyezés      |
| ---------------- | --------------- | ------------- | ------------- | ------------- | ----------- | ----------- | ----------- | -------- | -------- | -------- | ------------- | ------------- |
| Jan Kubista      | 1500 m          | 3:46,41       | 12.           | 38.           |             |             |             | kiesett  | kiesett  | kiesett  | kiesett       | kiesett       |
| Martin Vrábeľ    | 10 000 m        | nem ért célba | nem ért célba | nem ért célba |             |             |             |          |          |          | kiesett       | kiesett       |
| Martin Vrábeľ    | Maraton         |               |               |               |             |             |             |          |          |          | nem ért célba | nem ért célba |
| Karel David      | Maraton         |               |               |               |             |             |             |          |          |          | 2:26:12       | 55.           |
| Jiří Hudec       | 110 m gát       | 13,78         | 2.            | 8.*           | 13,65       | 4.          | 8.*         | 13,73    | 5.       | 10.      | kiesett       | kiesett       |
| Jozef Kucej      | 400 m gát       | 49,89         | 4.            | 12.           |             |             |             | kiesett  | kiesett  | kiesett  | kiesett       | kiesett       |
| Jozef Pribilinec | 20 km gyaloglás |               |               |               |             |             |             |          |          |          | 1:19:57       |               |
| Roman Mrázek     | 20 km gyaloglás |               |               |               |             |             |             |          |          |          | 1:20:43       | 5.            |
| Pavol Blažek     | 20 km gyaloglás |               |               |               |             |             |             |          |          |          | 1:22:39       | 15.           |
| Pavol Blažek     | 50 km gyaloglás |               |               |               |             |             |             |          |          |          | 3:47:31       | 12.           |
| Pavol Szikora    | 50 km gyaloglás |               |               |               |             |             |             |          |          |          | 3:47:04       | 10.           |
| Roman Mrázek     | 50 km gyaloglás |               |               |               |             |             |             |          |          |          | 3:50:46       | 17.           |

| Versenyző        | Versenyszám   | Selejtező             | Selejtező             | Döntő    | Döntő    |
| Versenyző        | Versenyszám   | Eredmény              | Helyezés              | Eredmény | Helyezés |
| ---------------- | ------------- | --------------------- | --------------------- | -------- | -------- |
| Róbert Ruffíni   | Magasugrás    | 225 cm                | 9.                    | 220 cm   | 15.      |
| Zdeněk Lubenský  | Rúdugrás      | 540 cm                | 9.                    | 550 cm   | 11.      |
| Ivan Slanař      | Hármasugrás   | 16,59 m               | 6.                    | 16,75 m  | 7.       |
| Milan Mikuláš    | Hármasugrás   | érvényes ugrás nélkül | érvényes ugrás nélkül | kiesett  | kiesett  |
| Remigius Machura | Súlylökés     | 20,16 m               | 8.                    | 20,57 m  | 5.       |
| Gejza Valent     | Diszkoszvetés | 63,46 m               | 5.                    | 65,80 m  | 6.       |
| Bugár Imre       | Diszkoszvetés | 61,94 m               | 9.                    | 60,88 m  | 12.      |
| Jan Železný      | Gerelyhajítás | 85,90 m               | 1.                    | 84,12 m  |          |
| Zdeněk Nenadál   | Gerelyhajítás | 75,56 m               | 26.                   | kiesett  | kiesett  |

| Versenyző        | Versenyszám | 100 m | 100 m | Távolugrás | Távolugrás | Súlylökés | Súlylökés | Magasugrás | Magasugrás | 400 m | 400 m | 110 m gát | 110 m gát | Diszkoszvetés | Diszkoszvetés | Rúdugrás | Rúdugrás | Gerelyhajítás | Gerelyhajítás | 1500 m  | 1500 m | Végeredmény | Végeredmény |
| Versenyző        | Versenyszám | Idő   | Pont  | Eredmény   | Pont       | Eredmény  | Pont      | Eredmény   | Pont       | Idő   | Pont  | Idő       | Pont      | Eredmény      | Pont          | Eredmény | Pont     | Eredmény      | Pont          | Idő     | Pont   | Pont        | Helyezés    |
| ---------------- | ----------- | ----- | ----- | ---------- | ---------- | --------- | --------- | ---------- | ---------- | ----- | ----- | --------- | --------- | ------------- | ------------- | -------- | -------- | ------------- | ------------- | ------- | ------ | ----------- | ----------- |
| Roman Hrabaň     | Tízpróba    | 10,89 | 885   | 707 cm     | 830        | 15,84 m   | 841       | 179 cm     | 619        | 49,68 | 829   | 14,94     | 857       | 45,32 m       | 773           | 490 cm   | 880      | 60,48 m       | 745           | 5:06,68 | 522    | 7781        | 20.         |
| Věroslav Valenta | Tízpróba    | 11,51 | 750   | 701 cm     | 816        | 14,17 m   | 739       | 194 cm     | 749        | 51,16 | 762   | 15,18     | 828       | 45,84 m       | 784           | 460 cm   | 790      | 56,28 m       | 682           | 5:03,17 | 542    | 7442        | 28.         |

Női
| Versenyző           | Versenyszám | Eredmény | Helyezés |
| ------------------- | ----------- | -------- | -------- |
| Ľudmila Melicherová | Maraton     | 2:43:56  | 45.      |

| Versenyző                | Versenyszám   | Selejtező | Selejtező | Döntő    | Döntő    |
| Versenyző                | Versenyszám   | Eredmény  | Helyezés  | Eredmény | Helyezés |
| ------------------------ | ------------- | --------- | --------- | -------- | -------- |
| Zdeňka Bartoňová-Šilhavá | Súlylökés     | 19,74 m   | 7.        | 18,86 m  | 11.      |
| Zdeňka Bartoňová-Šilhavá | Diszkoszvetés | 66,52 m   | 3.        | 67,84 m  | 6.       |

| Versenyző         | Versenyszám | 100 m gát | 100 m gát | Magasugrás | Magasugrás | Súlylökés | Súlylökés | 200 m | 200 m | Távolugrás | Távolugrás | Gerelyhajítás | Gerelyhajítás | 800 m   | 800 m | Végeredmény | Végeredmény |
| Versenyző         | Versenyszám | Idő       | Pont      | Eredmény   | Pont       | Eredmény  | Pont      | Idő   | Pont  | Eredmény   | Pont       | Eredmény      | Pont          | Idő     | Pont  | Pont        | Helyezés    |
| ----------------- | ----------- | --------- | --------- | ---------- | ---------- | --------- | --------- | ----- | ----- | ---------- | ---------- | ------------- | ------------- | ------- | ----- | ----------- | ----------- |
| Zuzana Lajbnerová | Hétpróba    | 13,63     | 1031      | 183 cm     | 1016       | 14,28 m   | 813       | 24,86 | 900   | 611 cm     | 883        | 43,30 m       | 731           | 2:16,05 | 878   | 6252        | 9.          |

* - egy másik versenyzővel azonos eredményt ért el

## Birkózás
Kötöttfogású
| Versenyző       | Versenyszám | Vigaszágas kiesés | Vigaszágas kiesés | Helyosztók        | Helyosztók                         | Bronz- mérkőzés   | Döntő             | Helyezés    |
| Versenyző       | Versenyszám | Vigaszágas kiesés | Vigaszágas kiesés | 7. helyért        | 5. helyért                         | Bronz- mérkőzés   | Döntő             | Helyezés    |
| Versenyző       | Versenyszám | Ellenfél Eredmény | Hely.             | Ellenfél Eredmény | Ellenfél Eredmény                  | Ellenfél Eredmény | Ellenfél Eredmény | Helyezés    |
| --------------- | ----------- | --- | ----------------- | ----------------- | ---------------------------------- | ----------------- | ----------------- | ----------- |
| Tibor Jankovics | 52 kg       | A csoport · Edvin Eduardo Vázquez (GUA) · kétvállas · Jihad Sharif (JOR) · kizárták · Serge Robert (FRA) · passzivitás · a 4. fordulóban erőnyerő · Alekszandr Ignatyenko (URS) · passzivitás · Mijahara Acudzsi (JPN) · passzivitás | 3                 |                   | Roman Kierpacz (POL) · passzivitás |                   |                   | 6.          |
| Jaroslav Zeman  | 74 kg       | B csoport · Takács János (HUN) · 2–5 · Daulet Turlihanov (URS) · kétvállas | 8.                | kiesett           | kiesett                            | kiesett           | kiesett           | helyezetlen |
| Pavel Frinta    | 82 kg       | A csoport · John Morgan (USA) · kétvállas · Komáromi Tibor (HUN) · kizárták | 9.                | kiesett           | kiesett                            | kiesett           | kiesett           | helyezetlen |
| Dušan Masár     | 100 kg      | A csoport · Jožef Tertei (YUG) · passzivitás · Vasile Andrei (ROU) · 0–6 | 7.                | kiesett           | kiesett                            | kiesett           | kiesett           | helyezetlen |
| Lubomír David   | 130 kg      | A csoport · Khodr Bechara (LIB) · kétvállas · Alexander Neumüller (AUT) · sérülés · a 3. fordulóban nem indult | 6.                | kiesett           | kiesett                            | kiesett           | kiesett           | helyezetlen |

Szabadfogású
| Versenyző         | Versenyszám | Vigaszágas kiesés | Vigaszágas kiesés | Helyosztók        | Helyosztók        | Bronz- mérkőzés                          | Döntő             | Helyezés    |
| Versenyző         | Versenyszám | Vigaszágas kiesés | Vigaszágas kiesés | 7. helyért        | 5. helyért        | Bronz- mérkőzés                          | Döntő             | Helyezés    |
| Versenyző         | Versenyszám | Ellenfél Eredmény | Hely.             | Ellenfél Eredmény | Ellenfél Eredmény | Ellenfél Eredmény                        | Ellenfél Eredmény | Helyezés    |
| ----------------- | ----------- | --- | ----------------- | ----------------- | ----------------- | ---------------------------------------- | ----------------- | ----------- |
| Jozef Schwendtner | 57 kg       | A csoport · Barry Davis (USA) · 2–11 · Nagy Béla (HUN) · 3–6 | 11.               | kiesett           | kiesett           | kiesett                                  | kiesett           | helyezetlen |
| Jozef Lohyňa      | 82 kg       | A csoport · Pierre-Didier Jollien (SUI) · 15–0 · Han Mjongu (Han Myeong-U) (KOR) · 1–2 · Daniel Iglesias (ARG) · kétvállas · Chris Rinke (CAN) · 10–0 · Puntsagiin Sükhbat (MGL) · 11–0 · Itó Acusi (JPN) · 14–1 | 2.                |                   |                   | Alekszandr Tambovcev (URS) · passzivitás |                   |             |
| Július Strnisko   | 100 kg      | B csoport · az 1. fordulóban erőnyerő · Georgi Karadusev (BUL) · 1–7 · Bill Scherr (USA) · 3–11 | 7.                | kiesett           | kiesett           | kiesett                                  | kiesett           | helyezetlen |
| Miroslav Luberda  | 130 kg      | B csoport · Klauz László (HUN) · 0–16 · Ralf Bremmer (FRG) · kétvállas | 7.                | kiesett           | kiesett           | kiesett                                  | kiesett           | helyezetlen |

## Cselgáncs
| Versenyző      | Versenyszám  | Csoport | Selejtező                          | 32-es főtábla                     | Nyolcaddöntő                                    | Negyeddöntő                                 | Elődöntő                                 | Vigaszág nyolcaddöntő | Vigaszág negyeddöntő      | Vigaszág elődöntő                                  | Bronz- mérkőzés                  | Döntő             | Helyezés |
| Versenyző      | Versenyszám  | Csoport | Ellenfél Eredmény                  | Ellenfél Eredmény                 | Ellenfél Eredmény                               | Ellenfél Eredmény                           | Ellenfél Eredmény                        | Ellenfél Eredmény     | Ellenfél Eredmény         | Ellenfél Eredmény                                  | Ellenfél Eredmény                | Ellenfél Eredmény | Helyezés |
| -------------- | ------------ | ------- | ---------------------------------- | --------------------------------- | ----------------------------------------------- | ------------------------------------------- | ---------------------------------------- | --------------------- | ------------------------- | -------------------------------------------------- | -------------------------------- | ----------------- | -------- |
| Petr Šedivák   | Légsúly      | B       | erőnyerő                           | Kevin Asano (USA) · 0000–0001     |                                                 |                                             |                                          |                       | Lee Kan (HKG) · 1000–0000 | Hszü Caj-csuan (Sheu Tsay-Chwan) (TPE) · 0000–0100 | kiesett                          |                   | 7.       |
| Pavel Petřikov | Harmatsúly   | B       | Rishiram Pradhan (NEP) · 0200–0000 | Ricardo Cardoso (BRA) · 0002–0000 | Jamsrangiin Dorjderem (MGL) · 0000 (bírói)–0000 | Bujkó Tamás (HUN) · 0000–1000               | kiesett                                  |                       |                           |                                                    |                                  |                   | 12.      |
| Jiří Sosna     | Félnehézsúly | B       |                                    | erőnyerő                          | István Varga (HUN) · 1000–0000                  | Stéphane Traineau (FRA) · 0000 (bírói)–0000 | Aurélio Miguel (BRA) · 0000–0000 (bírói) |                       |                           |                                                    | Dennis Stewart (GBR) · 0000–0011 |                   | 5.       |

## Evezés
Férfi
| Versenyző                                                              | Versenyszám      | Előfutam | Előfutam | Vigaszág | Vigaszág | Elődöntő | Elődöntő | Döntő | Döntő   | Döntő | Helyezés |
| Versenyző                                                              | Versenyszám      | Idő      | Hely.    | Idő      | Hely.    | Idő      | Hely.    | Típus | Idő     | Hely. | Helyezés |
| ---------------------------------------------------------------------- | ---------------- | -------- | -------- | -------- | -------- | -------- | -------- | ----- | ------- | ----- | -------- |
| Jan Kabrhel Jiří Pták Milan Škopek                                     | Kormányos kettes | 7:26,53  | 4.       | 1:43,89  | 2.       | 7:04,20  | 4.       | B     | 7:11,30 | 1.    | 7.       |
| Václav Chalupa, Jr. Jiří Jakoubek Pavel Lůžek Martin Tichý             | Négypárevezős    | 5:55,45  | 4.       | 5:55,80  | 1.       | 5:55,82  | 4.       | B     | 5:58,70 | 5.    | 11.      |
| Milan Doleček Oldřich Hejdušek Petr Hlídek Dušan Macháček Michal Šubrt | Kormányos négyes | 6:11,25  | 2.       | erőnyerő | erőnyerő | 6:20,42  | 5.       | B     | 6:43,64 | 2.    | 8.       |

Női
| Versenyző                                                                    | Versenyszám   | Előfutam | Előfutam | Vigaszág | Vigaszág | Elődöntő | Elődöntő | Döntő | Döntő   | Döntő | Helyezés |
| Versenyző                                                                    | Versenyszám   | Idő      | Hely.    | Idő      | Hely.    | Idő      | Hely.    | Típus | Idő     | Hely. | Helyezés |
| ---------------------------------------------------------------------------- | ------------- | -------- | -------- | -------- | -------- | -------- | -------- | ----- | ------- | ----- | -------- |
| Michaela Burešová-Loukotová                                                  | Egypárevezős  | 8:17,80  | 4.       | 8:15,63  | 2.       | 8:08,04  | 6.       | B     | 8:14,02 | 6.    | 12.      |
| Hana Krejčová Ľubica Novotníková-Kurhajcová Blanka Mikysková Irena Soukupová | Négypárevezős | 6:41,03  | 4.       | 6:33,36  | 2.       |          |          | A     | 6:41,86 | 5.    | 5.       |

## Kajak-kenu
Férfi
| Versenyző                      | Versenyszám        | Előfutam | Előfutam | Előfutam | Vigaszág | Vigaszág | Vigaszág | Elődöntő | Elődöntő | Elődöntő | Döntő   | Döntő    |
| Versenyző                      | Versenyszám        | Idő      | Hely.    | Össz.    | Idő      | Hely.    | Össz.    | Idő      | Hely.    | Össz.    | Idő     | Helyezés |
| ------------------------------ | ------------------ | -------- | -------- | -------- | -------- | -------- | -------- | -------- | -------- | -------- | ------- | -------- |
| Attila Szabó                   | Kajak egyes 500 m  | 1:45,06  | 3.       | 7.       | erőnyerő | erőnyerő | erőnyerő | 1:43,89  | 3.       | 6.       | 1:47,38 | 6.       |
| Attila Szabó                   | Kajak egyes 1000 m | 3:46,70  | 3.       | 11.      | erőnyerő | erőnyerő | erőnyerő | 3:43,44  | 3.       | 9.       | 3:57,52 | 7.       |
| Pavel Havelka Jan Boháč        | Kajak kettes 500 m | 1:38,72  | 4.       | 14.      | 1:40,78  | 4.       | 5.       | 1:39,48  | 5.       | 16.      | kiesett | kiesett  |
| Petr Procházka                 | Kenu egyes 500 m   | 1:58,09  | 4.       | 7.       | 2:00,64  | 1.       | 1.       | 1:55,62  | 3.       | 5.       | 2:01,36 | 8.       |
| Peter Páleš                    | Kenu egyes 1000 m  | 4:11,88  | 4.       | 8.       | 4:17,83  | 1.       | 1.       | 4:08,84  | 2.       | 7.       | 4:22,14 | 7.       |
| Petr Procházka Alan Lohniský   | Kenu kettes 500 m  | 1:46,30  | 4.       | 9.       | 1:50,23  | 1.       | 1.       | 1:50,14  | 3.       | 11.      | 1:51,00 | 9.       |
| Tomáš Křivánek Waldemar Fibigr | Kenu kettes 1000 m | 3:54,38  | 3.       | 9.       | erőnyerő | erőnyerő | erőnyerő | 3:56,15  | 4.       | 9.       | kiesett | kiesett  |

Női
| Versenyző       | Versenyszám       | Előfutam | Előfutam | Előfutam | Elődöntő | Elődöntő | Elődöntő | Döntő   | Döntő    |
| Versenyző       | Versenyszám       | Idő      | Hely.    | Össz.    | Idő      | Hely.    | Össz.    | Idő     | Helyezés |
| --------------- | ----------------- | -------- | -------- | -------- | -------- | -------- | -------- | ------- | -------- |
| Hana Pleskačová | Kajak egyes 500 m | 1:59,28  | 2.       | 7.       | 1:59,95  | 4.       | 9.       | kiesett | kiesett  |

## Kerékpározás

### Országúti kerékpározás
Férfi
| Versenyző                                            | Versenyszám     | Idő                  | Helyezés |
| ---------------------------------------------------- | --------------- | -------------------- | -------- |
| Jozef Regec                                          | Mezőnyverseny   | 4:32:46 (+0:24)      | 10.      |
| Luděk Štyks                                          | Mezőnyverseny   | 4:32:56 (+0:34)      | 47.      |
| Luboš Lom                                            | Mezőnyverseny   | 4:32:56 (+0:34)      | 61.      |
| Vladimír Hrůza Vladimír Kinšt Milan Křen Jozef Regec | Csapat időfutam | 2:00:57,1 (+03:09,4) | 8.       |

### Pálya-kerékpározás
Sprintversenyek
| Versenyző       | Versenyszám  | Selejtező | Selejtező | 1. forduló                                     | 1. forduló | Vigaszág               | Vigaszág | 2. forduló                                             | 2. forduló | Vigaszág             | Vigaszág | Negyeddöntő                       | 5–8. helyért                                                             | 5–8. helyért | Elődöntő             | Döntő                | Helyezés |
| Versenyző       | Versenyszám  | Idő       | Hely.     | Ellenfelek Győztes idő                         | Hely.      | Ellenfelek Győztes idő | Hely.    | Ellenfelek Győztes idő                                 | Hely.      | Ellenfél Győztes idő | Hely.    | Ellenfél Győztes idő              | Ellenfelek Győztes idő                                                   | Hely.        | Ellenfél Győztes idő | Ellenfél Győztes idő | Helyezés |
| --------------- | ------------ | --------- | --------- | ---------------------------------------------- | ---------- | ---------------------- | -------- | ------------------------------------------------------ | ---------- | -------------------- | -------- | --------------------------------- | ------------------------------------------------------------------------ | ------------ | -------------------- | -------------------- | -------- |
| Vratislav Šustr | Férfi egyéni | 10,704    | 4.        | Curt Harnett (CAN) · Paul Réneau (BIZ) · 11,21 | 1.         |                        |          | Maxwell Cheeseman (TRI) · Andrea Faccini (ITA) · 11,13 | 1.         |                      |          | Gary Neiwand (AUS) · 10,92; 11,37 | Erik Schoefs (BEL) · Frank Weber (FRG) · Maxwell Cheeseman (TRI) · 11,34 | 1.           |                      |                      | 5.       |

Üldözőversenyek
| Versenyző                                                         | Versenyszám  | Selejtező | Selejtező | Nyolcaddöntő               | Nyolcaddöntő | Negyeddöntő                                                                                        | Negyeddöntő | Elődöntő     | Elődöntő  | Döntő        | Döntő     | Helyezés |
| Versenyző                                                         | Versenyszám  | Idő       | Hely.     | Ellenfél Idő               | Saját idő    | Ellenfél Idő                                                                                       | Saját idő   | Ellenfél Idő | Saját idő | Ellenfél Idő | Saját idő | Helyezés |
| ----------------------------------------------------------------- | ------------ | --------- | --------- | -------------------------- | ------------ | -------------------------------------------------------------------------------------------------- | ----------- | ------------ | --------- | ------------ | --------- | -------- |
| Roman Čermák                                                      | Férfi egyéni | 4:47,63   | 13.       | Dean Woods (AUS) · 4:36,49 | lekörözték   | kiesett                                                                                            | kiesett     | kiesett      | kiesett   | kiesett      | kiesett   | kiesett  |
| Svatopluk Buchta Zbyněk Fiala Pavel Soukup Aleš Trčka Pavel Tesař | Férfi csapat | 4:20,55   | 5.        |                            |              | NDK (GDR) · Steffen Blochwitz · Roland Hennig · Carsten Wolf · Dirk Meier · Uwe Preißler · 4:14,45 | 4:19,05     | kiesett      | kiesett   | kiesett      | kiesett   | 5.       |

Pontverseny
| Név       | Versenyszám | Selejtező | Selejtező  | Selejtező | Döntő | Döntő      | Döntő    |
| Név       | Versenyszám | Pont      | Körhátrány | Hely.     | Pont  | Körhátrány | Helyezés |
| --------- | ----------- | --------- | ---------- | --------- | ----- | ---------- | -------- |
| Luboš Lom | Férfi       | 20        | 0          | 2.        | 3     | -3         | 23.      |

## Kézilabda

### Férfi
| Csehszlovák férfi kézilabdacsapat-játékoskeret                                                                   | Csehszlovák férfi kézilabdacsapat-játékoskeret                                                                     |
| --- | --- |
| - František Štika - Jan Novák - Jiří Kotrč - Jozef Škandík - Karel Jindřichovský - Libor Sovadina - Michal Barda | - Milan Brestovanský - Milan Folta - Miroslav Bajgar - Peter Mesiarik - Petr Baumruk - Tomáš Bartek - Zdeněk Vaněk |

#### Eredmények
Csoportkör
B csoport
| Csapat              | M | Gy | D | V | G+  | G–  | Gk  | P |
| ------------------- | - | -- | - | - | --- | --- | --- | - |
| Dél-Korea (KOR)     | 5 | 4  | 0 | 1 | 127 | 117 | +10 | 8 |
| Magyarország (HUN)  | 5 | 3  | 0 | 2 | 102 | 93  | +9  | 6 |
| Csehszlovákia (TCH) | 5 | 3  | 0 | 2 | 109 | 103 | +6  | 6 |
| NDK (GDR)           | 5 | 3  | 0 | 2 | 109 | 100 | +9  | 6 |
| Spanyolország (ESP) | 5 | 2  | 0 | 3 | 101 | 106 | –5  | 4 |
| Japán (JPN)         | 5 | 0  | 0 | 5 | 97  | 126 | –29 | 0 |

- Magyarország, Csehszlovákia és az NDK azonos pontszámmal végzett, a sorrend meghatározásakor a Japán elleni eredményeket nem vették figyelembe.

| 1988. szeptember 20. 19:30 | Spanyolország (ESP) | 17–20 | Csehszlovákia (TCH) |  |
| 1988. szeptember 20. 19:30 | (5–10)              |       |                     |  |
| 1988. szeptember 20. 19:30 |                     |       |                     |  |

| 1988. szeptember 22. 11:30 | Magyarország (HUN) | 16–19 | Csehszlovákia (TCH) |  |
| 1988. szeptember 22. 11:30 | (6–12)             |       |                     |  |
| 1988. szeptember 22. 11:30 |                    |       |                     |  |

| 1988. szeptember 24. 19:30 | Dél-Korea (KOR) | 29–28 | Csehszlovákia (TCH) |  |
| 1988. szeptember 24. 19:30 | (15–12)         |       |                     |  |
| 1988. szeptember 24. 19:30 |                 |       |                     |  |

| 1988. szeptember 26. 15:30 | NDK (GDR) | 24–21 | Csehszlovákia (TCH) |  |
| 1988. szeptember 26. 15:30 | (11–9)    |       |                     |  |
| 1988. szeptember 26. 15:30 |           |       |                     |  |

| 1988. szeptember 28. 11:30 | Csehszlovákia (TCH) | 21–17 | Japán (JPN) |  |
| 1988. szeptember 28. 11:30 | (13–7)              |       |             |  |
| 1988. szeptember 28. 11:30 |                     |       |             |  |

Az 5. helyért
| 1988. szeptember 30. 15:30 | Svédország (SWE) | 27–18 | Csehszlovákia (TCH) |  |
| 1988. szeptember 30. 15:30 | (14–8)           |       |                     |  |
| 1988. szeptember 30. 15:30 |                  |       |                     |  |

| Csapat              | Helyezés |
| ------------------- | -------- |
| Csehszlovákia (TCH) | 6.       |

### Női
| Csehszlovák női kézilabdacsapat-játékoskeret | Csehszlovák női kézilabdacsapat-játékoskeret                                                                                  |
| --- | --- |
| - Alena Damitšová - Anna Hradská - Božena Mažgutová - Daniela Trandžíková-Nováková - Gabriela Sabadošová - Irena Tomašovičová - Jana Stašová - Júlia Kolečániová | - Lenka Pospíšilová - Mária Ďurišinová - Marie Šmídová - Marta Pösová - Monika Hejtmánková - Petra Lupačová - Zuzana Budayová |

#### Eredmények
Csoportkör
A csoport
| Csapat                 | M | Gy | D | V | G+ | G– | Gk  | P |
| ---------------------- | - | -- | - | - | -- | -- | --- | - |
| Dél-Korea (KOR)        | 3 | 2  | 0 | 1 | 76 | 67 | +9  | 4 |
| Jugoszlávia (YUG)      | 3 | 2  | 0 | 1 | 58 | 58 | +0  | 4 |
| Csehszlovákia (TCH)    | 3 | 2  | 0 | 1 | 81 | 69 | +12 | 4 |
| Egyesült Államok (USA) | 3 | 0  | 0 | 3 | 55 | 76 | –21 | 0 |

- Dél-Korea, Jugoszlávia és Csehszlovákia között a sorrendet az egymás elleni eredmény határozta meg.

| 1988. szeptember 21. 10:00 | Csehszlovákia (TCH) | 27–33 | Dél-Korea (KOR) |  |
| 1988. szeptember 21. 10:00 | (9–15)              |       |                 |  |
| 1988. szeptember 21. 10:00 |                     |       |                 |  |

| 1988. szeptember 23. 10:00 | Csehszlovákia (TCH) | 33–19 | Egyesült Államok (USA) |  |
| 1988. szeptember 23. 10:00 | (13–11)             |       |                        |  |
| 1988. szeptember 23. 10:00 |                     |       |                        |  |

| 1988. szeptember 25. 14:00 | Csehszlovákia (TCH) | 21–17 | Jugoszlávia (YUG) |  |
| 1988. szeptember 25. 14:00 | (8–7)               |       |                   |  |
| 1988. szeptember 25. 14:00 |                     |       |                   |  |

Az 5–8. helyért
| Csapat                 | M | Gy | D | V | G+ | G– | Gk  | P |
| ---------------------- | - | -- | - | - | -- | -- | --- | - |
| Csehszlovákia (TCH)    | 3 | 3  | 0 | 0 | 93 | 52 | +41 | 6 |
| Kína (CHN)             | 3 | 2  | 0 | 1 | 89 | 60 | +29 | 4 |
| Egyesült Államok (USA) | 3 | 1  | 0 | 2 | 68 | 80 | –12 | 2 |
| Elefántcsontpart (CIV) | 3 | 0  | 0 | 3 | 40 | 98 | –58 | 0 |

| 1988. szeptember 27. 14:00 | Elefántcsontpart (CIV) | 12–34 | Csehszlovákia (TCH) |  |
| 1988. szeptember 27. 14:00 | (5–16)                 |       |                     |  |
| 1988. szeptember 27. 14:00 |                        |       |                     |  |

| 1988. szeptember 29. 14:00 | Kína (CHN) | 21–26 | Csehszlovákia (TCH) |  |
| 1988. szeptember 29. 14:00 | (10–9)     |       |                     |  |
| 1988. szeptember 29. 14:00 |            |       |                     |  |

| Csapat              | Helyezés |
| ------------------- | -------- |
| Csehszlovákia (TCH) | 5.       |

## Kosárlabda

### Női
| Csehszlovák női kosárlabdacsapat-játékoskeret                                                                         | Csehszlovák női kosárlabdacsapat-játékoskeret                                                         |
| --- | --- |
| - Alena Kašová - Anna Janoštinová-Kotočová - Erika Dobrovičová-Buriánová - Eva Berková - Eva Kalužáková - Eva Křížová | - Hana Zarevúcká - Irma Valová - Ivana Nováková - Svatava Kysilková - Zora Brziaková - Zuzana Hájková |

#### Eredmények
Csoportkör
B csoport
| Csapat                 | M | Gy | V | P+  | P–  | Pk  | P |
| ---------------------- | - | -- | - | --- | --- | --- | - |
| Egyesült Államok (USA) | 3 | 3  | 0 | 282 | 234 | +48 | 6 |
| Jugoszlávia (YUG)      | 3 | 2  | 1 | 199 | 211 | –12 | 5 |
| Kína (CHN)             | 3 | 1  | 2 | 200 | 214 | –14 | 4 |
| Csehszlovákia (TCH)    | 3 | 0  | 3 | 202 | 224 | –22 | 3 |

| 1988. szeptember 19. | Csehszlovákia (TCH) | 81–87 | Egyesült Államok (USA) |  |
| 1988. szeptember 19. | (39–37)             |       |                        |  |

| 1988. szeptember 22. | Kína (CHN) | 68–64 | Csehszlovákia (TCH) |  |
| 1988. szeptember 22. | (36–36)    |       |                     |  |

| 1988. szeptember 25. | Csehszlovákia (TCH) | 57–69 | Jugoszlávia (YUG) |  |
| 1988. szeptember 25. | (15–41)             |       |                   |  |

Az 5–8. helyért
| 1988. szeptember 27. | Bulgária (BUL) | 81–78 | Csehszlovákia (TCH) |  |
| 1988. szeptember 27. | (49–42)        |       |                     |  |

A 7. helyért
| 1988. szeptember 28. | Dél-Korea (KOR) | 77–59 | Csehszlovákia (TCH) |  |
| 1988. szeptember 28. | (41–26)         |       |                     |  |

| Csapat              | Helyezés |
| ------------------- | -------- |
| Csehszlovákia (TCH) | 8.       |

## Ökölvívás
| Versenyző        | Versenyszám     | Selejtező         | 32-es főtábla             | Nyolcaddöntő                 | Negyeddöntő              | Elődöntő          | Döntő             | Helyezés |
| Versenyző        | Versenyszám     | Ellenfél Eredmény | Ellenfél Eredmény         | Ellenfél Eredmény            | Ellenfél Eredmény        | Ellenfél Eredmény | Ellenfél Eredmény | Helyezés |
| ---------------- | --------------- | ----------------- | ------------------------- | ---------------------------- | ------------------------ | ----------------- | ----------------- | -------- |
| Michal Franek    | Nagyváltósúly   | erőnyerő          | François Mayo (CMR) · RSC | Roy Jones (USA) · 0:5        | kiesett                  | kiesett           | kiesett           | 9.       |
| Rudolf Gavenčiak | Nehézsúly       |                   | erőnyerő                  | Ray Mercer (USA) · RSC       | kiesett                  | kiesett           | kiesett           | 9.       |
| Peter Hrivňák    | Szupernehézsúly |                   | erőnyerő                  | Petar Sztoimenov (BUL) · RSC | Riddick Bowe (USA) · RSC | kiesett           | kiesett           | 5.       |

RSC – a mérkőzésvezető megállította a mérkőzést

## Öttusa
| Versenyző                                   | Versenyszám | Lovaglás | Lovaglás | Lovaglás | Vívás    | Vívás | Vívás | Úszás   | Úszás | Úszás | Lövészet | Lövészet | Lövészet | Futás    | Futás | Futás | Összesen    | Összesen |
| Versenyző                                   | Versenyszám | Idő      | Pont     | Hely.    | Pontszám | Pont  | Hely. | Idő     | Pont  | Hely. | Eredmény | Pont     | Hely.    | Idő      | Pont  | Hely. | Összes pont | Helyezés |
| ------------------------------------------- | ----------- | -------- | -------- | -------- | -------- | ----- | ----- | ------- | ----- | ----- | -------- | -------- | -------- | -------- | ----- | ----- | ----------- | -------- |
| Milan Kadlec                                | Egyéni      | 1:45,59  | 1064     | 6.       | 40–24    | 905   | 10.   | 3:42,79 | 1092  | 54.   | 185      | 802      | 53.      | 12:46,85 | 1267  | 2.    | 5130        | 11.      |
| Tomáš Fleissner                             | Egyéni      | 1:44,43  | 1006     | 20.      | 31–33    | 762   | 30.   | 3:32,61 | 1172  | 37.   | 195      | 1022     | 10.      | 13:59,18 | 1048  | 36.   | 5010        | 19.      |
| Jiří Prokopius                              | Egyéni      | 1:41,13  | 980      | 25.      | 27–37    | 694   | 45.   | 3:23,73 | 1244  | 25.   | 191      | 934      | 22.      | 13:58,84 | 1051  | 35.   | 4903        | 29.      |
| Milan Kadlec Tomáš Fleissner Jiří Prokopius | Csapat      |          | 3050     | 2.       |          | 2361  | 9.    |         | 3508  | 13.   |          | 2758     | 9.       |          | 3366  | 6.    | 15043       | 6.       |

## Sportlövészet
Férfi
| Versenyző        | Versenyszám           | Selejtező | Selejtező | Döntő   | Döntő    |
| Versenyző        | Versenyszám           | Pont      | Helyezés  | Pont    | Helyezés |
| ---------------- | --------------------- | --------- | --------- | ------- | -------- |
| Břetislav Putna  | Gyorstüzelő pisztoly  | 585       | 26.       | kiesett | kiesett  |
| Miroslav Růžička | Légpisztoly           | 582       | 6.        | 563     | 6.       |
| Miroslav Růžička | Szabadpisztoly        | 556       | 16.       | kiesett | kiesett  |
| Petr Kůrka       | Sportpuska, összetett | 1160      | 32.       | kiesett | kiesett  |
| Petr Kůrka       | Légpuska              | 590       | 11.       | kiesett | kiesett  |
| Pavel Soukeník   | Légpuska              | 587       | 17.       | kiesett | kiesett  |
| Pavel Soukeník   | Sportpuska, összetett | 1168      | 15.       | kiesett | kiesett  |
| Pavel Soukeník   | Sportpuska, fekvő     | 598       | 2.        | 701,2   | 4.       |
| Miroslav Varga   | Sportpuska, fekvő     | 600       | 1.        | 703,9   |          |
| Ján Kermiet      | Futócéllövészet       | 588       | 4.        | 679     | 4.       |
| Luboš Račanský   | Futócéllövészet       | 584       | 12.       | kiesett | kiesett  |

Női
| Versenyző        | Versenyszám           | Selejtező | Selejtező | Döntő   | Döntő    |
| Versenyző        | Versenyszám           | Pont      | Helyezés  | Pont    | Helyezés |
| ---------------- | --------------------- | --------- | --------- | ------- | -------- |
| Yvonna Ježová    | Légpisztoly           | 372       | 27.       | kiesett | kiesett  |
| Yvonna Ježová    | Sportpisztoly         | 580       | 18.       | kiesett | kiesett  |
| Dagmar Bílková   | Légpuska              | 385       | 30.       | kiesett | kiesett  |
| Dagmar Bílková   | Sportpuska, összetett | 578       | 16.       | kiesett | kiesett  |
| Lenka Koloušková | Sportpuska, összetett | 578       | 16.       | kiesett | kiesett  |
| Lenka Koloušková | Légpuska              | 387       | 22.       | kiesett | kiesett  |

Nyílt
| Versenyző         | Versenyszám | Selejtező | Selejtező | Döntő   | Döntő    |
| Versenyző         | Versenyszám | Pont      | Helyezés  | Pont    | Helyezés |
| ----------------- | ----------- | --------- | --------- | ------- | -------- |
| Miloslav Bednařík | Trap        | 197       | 1.        | 222     |          |
| Leoš Hlaváček     | Skeet       | 195       | 13.       | kiesett | kiesett  |
| Petr Málek        | Skeet       | 194       | 20.       | kiesett | kiesett  |
| Luboš Adamec      | Skeet       | 144       | 27.       | kiesett | kiesett  |

## Súlyemelés
| Versenyző      | Versenyszám | Szakítás                 | Szakítás                 | Lökés                    | Lökés                    | Összesen | Helyezés |
| Versenyző      | Versenyszám | Eredmény                 | Helyezés                 | Eredmény                 | Helyezés                 | Összesen | Helyezés |
| -------------- | ----------- | ------------------------ | ------------------------ | ------------------------ | ------------------------ | -------- | -------- |
| Miloš Čiernik  | 100 kg      | 175,0                    | 4.                       | érvényes kísérlet nélkül | érvényes kísérlet nélkül | kiesett  | kiesett  |
| Juraj Dudáš    | 100 kg      | érvényes kísérlet nélkül | érvényes kísérlet nélkül | kiesett                  | kiesett                  | kiesett  | kiesett  |
| Anton Baraniak | 110 kg      | 175,0                    | 8.                       | érvényes kísérlet nélkül | érvényes kísérlet nélkül | kiesett  | kiesett  |
| Petr Hudeček   | +110 kg     | 175,0                    | 4.                       | 225,0                    | 5.                       | 400,0    | 5.       |
| Jiří Zubrický  | +110 kg     | érvényes kísérlet nélkül | érvényes kísérlet nélkül | kiesett                  | kiesett                  | kiesett  | kiesett  |

## Tenisz
Férfi
| Versenyző                    | Versenyszám | 64-es főtábla                         | 32-es főtábla                                      | Nyolcaddöntő                                                            | Negyeddöntő                                                                | Elődöntő                                                                   | Döntő                                  | Helyezés |
| Versenyző                    | Versenyszám | Ellenfél Eredmény                     | Ellenfél Eredmény                                  | Ellenfél Eredmény                                                       | Ellenfél Eredmény                                                          | Ellenfél Eredmény                                                          | Ellenfél Eredmény                      | Helyezés |
| ---------------------------- | ----------- | ------------------------------------- | -------------------------------------------------- | ----------------------------------------------------------------------- | -------------------------------------------------------------------------- | -------------------------------------------------------------------------- | -------------------------------------- | -------- |
| Miloslav Mečíř               | Egyes       | Eric Jelen (FRG) · 5–7, 6–1, 6–2, 7–6 | Jeremy Bates (GBR) · 6–3, 4–6, 6–1, 6–4            | Guy Forget (FRA) · 7–6, 6–3, 7–5                                        | Michiel Schapers (NED) · 3–6, 7–6, 6–2, 6–4                                | Stefan Edberg (SWE) · 3–6, 6–0, 1–6, 6–4, 6–2                              | Tim Mayotte (USA) · 3–6, 6–2, 6–4, 6–2 |          |
| Milan Šrejber                | Egyes       | Paolo Canè (ITA) · 3–6, 6–7, 6–4, 3–6 | kiesett                                            | kiesett                                                                 | kiesett                                                                    | kiesett                                                                    | kiesett                                | 33.      |
| Miloslav Mečíř Milan Šrejber | Páros       |                                       | Kína (CHN) · Liu Shuhua · Ma Keqin · 7–5, 6–1, 6–4 | India (IND) · Vijay Amritraj · Anand Amritraj · 4–6, 6–4, 4–6, 6–4, 6–2 | Franciaország (FRA) · Guy Forget · Henri Leconte · 3–6, 4–6, 7–5, 6–3, 9–7 | Egyesült Államok (USA) · Andre Agassi · MaliVai Washington · 2–6, 4–6, 1–6 | kiesett                                |          |

Női
| Versenyző                  | Versenyszám | 64-es főtábla                       | 32-es főtábla                                 | Nyolcaddöntő                                                                            | Negyeddöntő                                           | Elődöntő                                                   | Döntő                                                                     | Helyezés |
| Versenyző                  | Versenyszám | Ellenfél Eredmény                   | Ellenfél Eredmény                             | Ellenfél Eredmény                                                                       | Ellenfél Eredmény                                     | Ellenfél Eredmény                                          | Ellenfél Eredmény                                                         | Helyezés |
| -------------------------- | ----------- | ----------------------------------- | --------------------------------------------- | --------------------------------------------------------------------------------------- | ----------------------------------------------------- | ---------------------------------------------------------- | ------------------------------------------------------------------------- | -------- |
| Helena Suková              | Egyes       | erőnyerő                            | Kim Ilszun (Kim Il-Sun) (KOR) · 2–6, 6–4, 2–6 | kiesett                                                                                 | kiesett                                               | kiesett                                                    | kiesett                                                                   | 17.      |
| Jana Novotná               | Egyes       | Isabelle Demongeot (FRA) · 6–4, 6–3 | Barbara Paulus (AUT) · 4–6, 3–6               | kiesett                                                                                 | kiesett                                               | kiesett                                                    | kiesett                                                                   | 17.      |
| Regina Rajchrtová          | Egyes       | Leila Meszhi (URS) · 5–7, 5–7       | kiesett                                       | kiesett                                                                                 | kiesett                                               | kiesett                                                    | kiesett                                                                   | 33.      |
| Jana Novotná Helena Suková | Páros       |                                     |                                               | Dél-Korea (KOR) · Kim Ilszun (Kim Il-Sun) · I Dzsongmjong (Lee Jeong-Myeong) · 6–2, 7–6 | Japán (JPN) · Inoue Ecuko · Okamoto Kumiko · 6–3, 6–2 | NSZK (FRG) · Steffi Graf · Claudia Kohde-Kilsch · 7–5, 6–3 | Egyesült Államok (USA) · [[Pam Shriver · Zina Garrison]] · 6–4, 2–6, 8–10 |          |

## Torna
Női
| Versenyző                                                                               | Versenyszám      | Selejtező | Selejtező | Döntő    | Döntő    |
| Versenyző                                                                               | Versenyszám      | Pontszám  | Helyezés  | Pontszám | Helyezés |
| --------------------------------------------------------------------------------------- | ---------------- | --------- | --------- | -------- | -------- |
| Iveta Poloková                                                                          | Talaj            | 19,675    | 14.       | kiesett  | kiesett  |
| Iveta Poloková                                                                          | Ugrás            | 19,325    | 38.       | kiesett  | kiesett  |
| Iveta Poloková                                                                          | Felemás korlát   | 19,725    | 7.        | kiesett  | kiesett  |
| Iveta Poloková                                                                          | Gerenda          | 18,925    | 59.       | kiesett  | kiesett  |
| Iveta Poloková                                                                          | Egyéni összetett | 77,650    | 23.       | kiesett  | kiesett  |
| Alena Dřevjaná                                                                          | Talaj            | 19,075    | 52.       | kiesett  | kiesett  |
| Alena Dřevjaná                                                                          | Ugrás            | 19,075    | 55.       | kiesett  | kiesett  |
| Alena Dřevjaná                                                                          | Felemás korlát   | 19,425    | 34.       | kiesett  | kiesett  |
| Alena Dřevjaná                                                                          | Gerenda          | 19,400    | 23.       | kiesett  | kiesett  |
| Alena Dřevjaná                                                                          | Egyéni összetett | 76,975    | 43.       | kiesett  | kiesett  |
| Hana Říčná                                                                              | Talaj            | 19,300    | 42.       | kiesett  | kiesett  |
| Hana Říčná                                                                              | Ugrás            | 18,800    | 77.       | kiesett  | kiesett  |
| Hana Říčná                                                                              | Felemás korlát   | 19,550    | 19.       | kiesett  | kiesett  |
| Hana Říčná                                                                              | Gerenda          | 19,525    | 17.       | kiesett  | kiesett  |
| Hana Říčná                                                                              | Egyéni összetett | 77,175    | 38.       | kiesett  | kiesett  |
| Ivona Krmelová                                                                          | Talaj            | 19,400    | 34.       | kiesett  | kiesett  |
| Ivona Krmelová                                                                          | Ugrás            | 19,125    | 49.       | kiesett  | kiesett  |
| Ivona Krmelová                                                                          | Felemás korlát   | 19,550    | 19.       | kiesett  | kiesett  |
| Ivona Krmelová                                                                          | Gerenda          | 18,650    | 75.       | kiesett  | kiesett  |
| Ivona Krmelová                                                                          | Egyéni összetett | 76,725    | 49.       | kiesett  | kiesett  |
| Martina Velíšková                                                                       | Talaj            | 19,125    | 51.       | kiesett  | kiesett  |
| Martina Velíšková                                                                       | Ugrás            | 18,900    | 71.       | kiesett  | kiesett  |
| Martina Velíšková                                                                       | Felemás korlát   | 19,375    | 38.       | kiesett  | kiesett  |
| Martina Velíšková                                                                       | Gerenda          | 19,200    | 34.       | kiesett  | kiesett  |
| Martina Velíšková                                                                       | Egyéni összetett | 76,600    | 52.       | kiesett  | kiesett  |
| Jana Vejrková                                                                           | Talaj            | 19,075    | 52.       | kiesett  | kiesett  |
| Jana Vejrková                                                                           | Ugrás            | 19,100    | 51.       | kiesett  | kiesett  |
| Jana Vejrková                                                                           | Felemás korlát   | 18,800    | 75.       | kiesett  | kiesett  |
| Jana Vejrková                                                                           | Gerenda          | 19,200    | 34.       | kiesett  | kiesett  |
| Jana Vejrková                                                                           | Egyéni összetett | 76,175    | 58.       | kiesett  | kiesett  |
| Iveta Poloková Hana Říčná Alena Dřevjaná Ivona Krmelová Martina Velíšková Jana Vejrková | Csapat összetett |           |           | 193,075  | 7.       |

### Ritmikus gimnasztika
| Versenyző         | Versenyszám | Selejtező | Selejtező | Döntő   | Döntő    |
| Versenyző         | Versenyszám | Pont      | Hely.     | Pont    | Helyezés |
| ----------------- | ----------- | --------- | --------- | ------- | -------- |
| Denisa Sokolovská | Egyéni      | 38,60     | 14.       | 58,250  | 12.*     |
| Lenka Oulehlová   | Egyéni      | 38,10     | 22.       | kiesett | kiesett  |

* - egy másik versenyzővel azonos eredményt ért el

## Úszás
Férfi
| Versenyző                                             | Versenyszám            | Előfutam | Előfutam | Előfutam | Döntő   | Döntő   | Döntő   | Helyezés |
| Versenyző                                             | Versenyszám            | Idő      | Hely.    | Össz.    | Típus   | Idő     | Hely.   | Helyezés |
| ----------------------------------------------------- | ---------------------- | -------- | -------- | -------- | ------- | ------- | ------- | -------- |
| Petr Kladiva                                          | 50 m gyors             | 23,53    | 7.       | 23.      | kiesett | kiesett | kiesett | kiesett  |
| Petr Kladiva                                          | 100 m gyors            | 51,39    | 7.       | 26.      | kiesett | kiesett | kiesett | kiesett  |
| Pavel Vokoun                                          | 100 m hát              | 58,88    | 7.       | 30.      | kiesett | kiesett | kiesett | kiesett  |
| Pavel Vokoun                                          | 200 m hát              | 2:07,24  | 7.       | 28.      | kiesett | kiesett | kiesett | kiesett  |
| Radek Beinhauer                                       | 100 m mell             | 1:04,61  | 2.       | 25.      | kiesett | kiesett | kiesett | kiesett  |
| Radek Beinhauer                                       | 200 m mell             | 2:18,02  | 3.       | 12.*     | B       | 2:18,13 | 4.      | 12.      |
| Alexander Marček                                      | 200 m mell             | 2:18,44  | 5.       | 14.      | B       | 2:18,51 | 7.      | 15.      |
| Alexander Marček                                      | 100 m mell             | 1:04,95  | 7.       | 28.      | kiesett | kiesett | kiesett | kiesett  |
| Robert Wolf                                           | 100 m pillangó         | 55,73    | 8.       | 21.      | kiesett | kiesett | kiesett | kiesett  |
| Ondřej Bureš                                          | 200 m pillangó         | 2:02,93  | 8.       | 22.      | kiesett | kiesett | kiesett | kiesett  |
| Ondřej Bureš                                          | 400 m vegyes           | 4:29,62  | 1.       | 19.      | kiesett | kiesett | kiesett | kiesett  |
| Pavel Vokoun Radek Beinhauer Robert Wolf Petr Kladiva | 4 × 100 m vegyes váltó | 3:49,90  | 4.       | 13.      | kiesett | kiesett | kiesett | kiesett  |

* - egy másik versenyzővel azonos eredményt ért el